# Slaughterhouse of the Rising Sun
Slaughterhouse of the Rising Sun (br: Delírio Assassino) é um filme americano de 2005, do gênero suspense, dirigido por Vin Crease, e roteirizado por Crease e Jonathan A. Stein.

## Elenco
- Cheryl Dent .... Jennifer
- Vin Crease .... Damon Grey
- Michele Morrow .... Violence Onelove
- Heather Justine Thomas .... Sabbath Jones
- Ryan Rogoff .... Guilty Karma
- J. Scott Shonka .... Westy Westerman
- Michael Schuster .... Doc Warlock
- Thomas Wheatley .... Dr. Denver
- Todd Duffey .... Robert Lewis
- Chris Garnant .... Bertram Lewis
- Karl Anderson .... Randy Andrews